# Styloleptoides inflaticollis
Styloleptoides inflaticollis är en skalbaggsart som först beskrevs av Chemsak 1966.  Styloleptoides inflaticollis ingår i släktet Styloleptoides och familjen långhorningar. Inga underarter finns listade i Catalogue of Life.